# Step in the Arena
Albums de Gang Starr
No More Mr. Nice Guy
(1989) Daily Operation
(1992)
Singles
1. Just to Get a Rep
Sortie : 1991
2. Who's Gonna Take the Weight?
Sortie : 1991
3. Lovesick
Sortie : 1991
4. Step in the Arena
Sortie : 1991

Step in the Arena est le second album de Gang Starr, sorti le 15 janvier 1991.
Grâce aux productions de DJ Premier et aux textes de Guru, cet album est considéré comme l'un des meilleurs albums de Gang Starr. Il permit au groupe d'être reconnu dans le monde du hip-hop new yorkais, notamment avec les célèbres morceaux Step in the Arena, Who's Gonna Take the Weight? et Just to Get a Rep.
Step in the Arena s'est classé 19e au Top R&B/Hip-Hop Albums et 121e au Billboard 200.
En 1998, le magazine The Source l'a classé parmi ses « 100 meilleurs albums de rap ».

## Liste des titres
| No  | Titre                                             | Contient un (des) sample(s) de | Durée |
| --- | ------------------------------------------------- | --- | ----- |
| 1.  | Name Tag (Premier & The Guru)                     | Fantasy Interlude des Originals | 0:36  |
| 2.  | Step in the Arena                                 | Four Play de Fred Wesley and The Horny Horns Bumpin' Bus Stop de Thunder and Lightning Never Let 'Em Say de Ballin' Jack The Day You're Mine de Big Daddy Kane                                                                                 | 3:37  |
| 3.  | Form of Intellect                                 | Funky Technician de Lord Finesse et DJ Mike Smooth Dope Beat de Boogie Down Productions Better Half de Maceo & All the King's Men Holy War (Live) de Divine Force                                                                              | 3:40  |
| 4.  | Execution of a Chump (No More Mr. Nice Guy Pt. 2) | Don't It Drive You Crazy des Pointer Sisters | 2:41  |
| 5.  | Who's Gonna Take the Weight?                      | Parrty de Maceo & the Macks To Da Break of Dawn de LL Cool J | 3:56  |
| 6.  | Beyond Comprehension                              | Keep on Movin' de Soul II Soul Up on Cripple Creek de The Band | 3:13  |
| 7.  | Check the Technique                               | California Soul de Marlena Shaw To Da Break of Dawn de LL Cool J Keep Your Eyes on the Prize de Marley Marl featuring Masta Ace & Action | 3:58  |
| 8.  | Lovesick                                          | Trying to Make a Fool of Me des Delfonics Pain des Ohio Players Never Had a Dream des Ohio Players I Need Love de LL Cool J The Humpty Dance de Digital Underground                                                                            | 3:27  |
| 9.  | Here Today, Gone Tomorrow                         | Crosswind de Billy Cobham Ease Back d'Ultramagnetic MCs You'll Like It Too de Funkadelic Just Rhymin' With Biz de Big Daddy Kane featuring Biz Markie                                                                                          | 2:17  |
| 10. | Game Plan                                         | | 1:08  |
| 11. | Take a Rest                                       | UFO d'ESG Taxing de Special Ed Poetry de Boogie Down Productions Rapper's Delight de The Sugarhill Gang Funky Miracle des Meters Give It Up de Kool & The Gang « T » Plays It Cool de Marvin Gaye Right on for the Darkness de Curtis Mayfield | 4:21  |
| 12. | What You Want this Time?                          | Nose Job de James Brown Life (Is What You Make It) de Frighty & Colonel Mite | 2:41  |
| 13. | Street Ministry                                   | Leaward Winds de Billy Cobham | 1:25  |
| 14. | Just to Get a Rep                                 | E.V.A. de Jean-Jacques Perrey Funky for You de Nice & Smooth | 2:42  |
| 15. | Say Your Prayers                                  | Wilford's Gone des Blackbyrds | 1:24  |
| 16. | As I Read My S-A                                  | Easy to Be Hard de Kole & Param | 3:02  |
| 17. | Precisely the Right Rhymes                        | Magdalena de Leo Sayer Outside Love de Brethren Droppin' Science de Marley Marl featuring Craig G | 3:25  |
| 18. | The Meaning of the Name                           | With Respect to Coltrane de Tom Scott Reading the Comics - July, 1945 de Fiorello LaGuardia | 2:55  |